# TimeTree
TimeTree  é uma base de conhecimento pública com informações sobre a escala temporal evolutiva da vida, gratuito e desenvolvido por S. Blair Hedges e Sudhir Kumar, agora na Temple University, que apresenta tempos de divergência na árvore da vida.O conceito básico foi produzir e apresentar um consenso comunitário sobre a árvore cronológica da vida a partir de estudos publicados e permitir fácil acesso a essas informações na web ou em dispositivos móveis.  O banco de dados permite a busca do tempo médio de nodos entre duas espécies ou táxons superiores, visualizando uma linha do tempo na perspectiva de um táxon, mostrando todas as divergências anteriores até à origem da vida, e construindo uma árvore do tempo de um táxon escolhido ou grupo de táxons pedidos pelo usuário.  O TimeTree tem sido usado na educação pública para conceptualizar a evolução da vida, como em ambientes do ensino médio.   

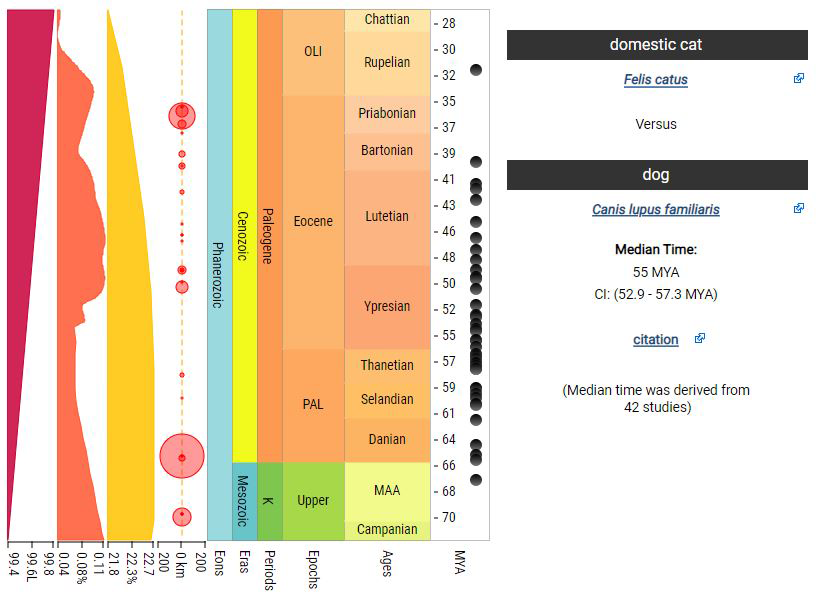
Resultados de uma busca simples de tempo de nó no banco de dados TimeTree para o tempo de divergência de cães e gatos em milhões de anos

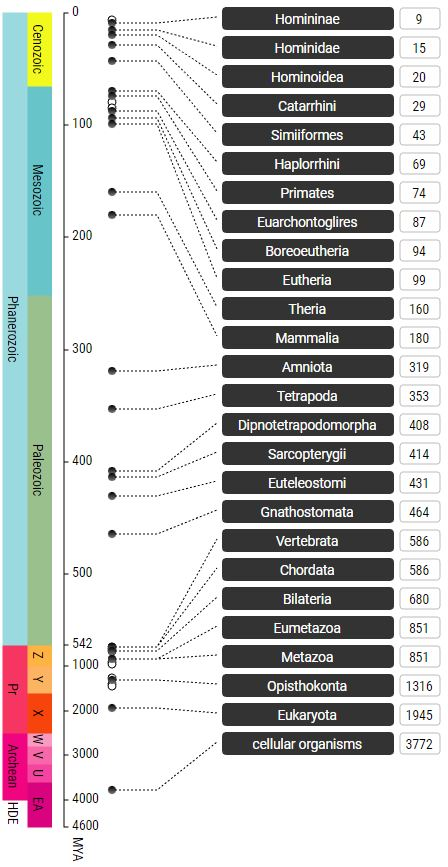
Resultados de uma busca de linha do tempo no TimeTree para humanos (Homo sapiens)

Os usuários do TimeTree podem pesquisar os nomes de duas espécies, como gato e cão, para pesquisar pelo significado e estimativas da média de tempo para a sua divergência filogenética, em milhões de anos. Os resultados também mostram todas as estimativas de tempo individuais, de cada estudo, junto com uma escala de tempo geológica, indicando os períodos geológicos. Diferentes aspectos do ambiente da Terra são mostrados ao lado da escala de tempo para comparação, incluindo impactos na Terra, luminosidade solar, níveis de dióxido de carbono e níveis de oxigênio.